# Legpenning voor Wetenschappen en Kunsten
De Gouden Legpenning voor Wetenschappen en Kunsten (Duits: Goldene Medaille "Den Wissenschaft und Künsten"), was een onderscheiding van het groothertogdom Mecklenburg-Schwerin die van 1815 tot 1918 werd uitgereikt. Anders dan de gelijkvormige Gouden Medaille voor Wetenschappen en Kunsten kon deze medaille niet worden gedragen.
Op de voorzijde van de ronde medaille is het portret van groothertog Frederik Frans II aangebracht binnen de randschrift "FRIEDRICH FRANZ GROSSHERZOG VON MECKLENBURG SCHWERIN". Op de keerzijde staat de opdracht "DEN WISSENSCHAFTEN UND KÜNSTEN" binnen een eikenkrans.